# Bieshausen
Bieshausen ist ein Ort von 106 Ortschaften der Gemeinde Reichshof im Oberbergischen Kreis im nordrhein-westfälischen Regierungsbezirk Köln in Deutschland.

## Lage und Beschreibung
Bieshausen liegt südlich von Brüchermühle, die nächstgelegenen Zentren sind Gummersbach (10 km nordwestlich), Köln (54 km westlich) und Siegen (46 km südöstlich).

## Geschichte

### Erstnennung
1456 wurde der Ort das erste Mal urkundlich erwähnt und zwar „Grete, Frau des Knibe von Bieshusen, deren Kinder Hencken und Mettel werden nach einem Hörigenwechsel bergisch.“
Schreibweise der Erstnennung: Bieshusen
| Bevölkerungsentwicklung | Bevölkerungsentwicklung |
| Jahr                    | Einwohner               |
| ----------------------- | ----------------------- |
| 1946                    | 81                      |
| 1991                    | 105                     |
| 2005                    | 100                     |
| 2008                    | 93                      |
| 2017                    | 76                      |
| 2018                    | 77                      |
| 2019                    | 77                      |